# Lilioceris yuae
Lilioceris yuae là một loài bọ cánh cứng trong họ Chrysomelidae. Loài này được Long miêu tả khoa học năm 2000.